# Sampov Loun
Sampov Loun là một huyện (srok) của tỉnh Battambang, một tỉnh ở tây bắc Campuchia.

## Hành chính
Huyện này được chia thành 6 xã (khum).

### Xã và làng
| Khum (xã)        | Phum (làng)                                                            |
| ---------------- | ---------------------------------------------------------------------- |
| Sampou Lun       | Thnal Bat, Thnal Bambaek, Kaoh Touch, Tuol Chrey                       |
| Angkor Ban       | Kbal Hong, Pralay Prak, Andoung Pir, Tuek Phos, Tuek Thla              |
| Ta Sda           | Veal Vong, Ta Sda, Chamkar Lhong, Koun Phnum Cheung, Koun Phnum Tboung |
| Santepheap       | Ou, Kilou Dabbei, Trapeang Prolit                                      |
| Serei Maen Cheay | Sralau Chrum, Chheu Teal, Pou Chrey, Ou Trav Chu                       |
| Chrey Sema       | Ou Lvea, Spean Youl, Reaksmei, Kilou Prambuon, Chambak                 |